# Adalbert von Blanc

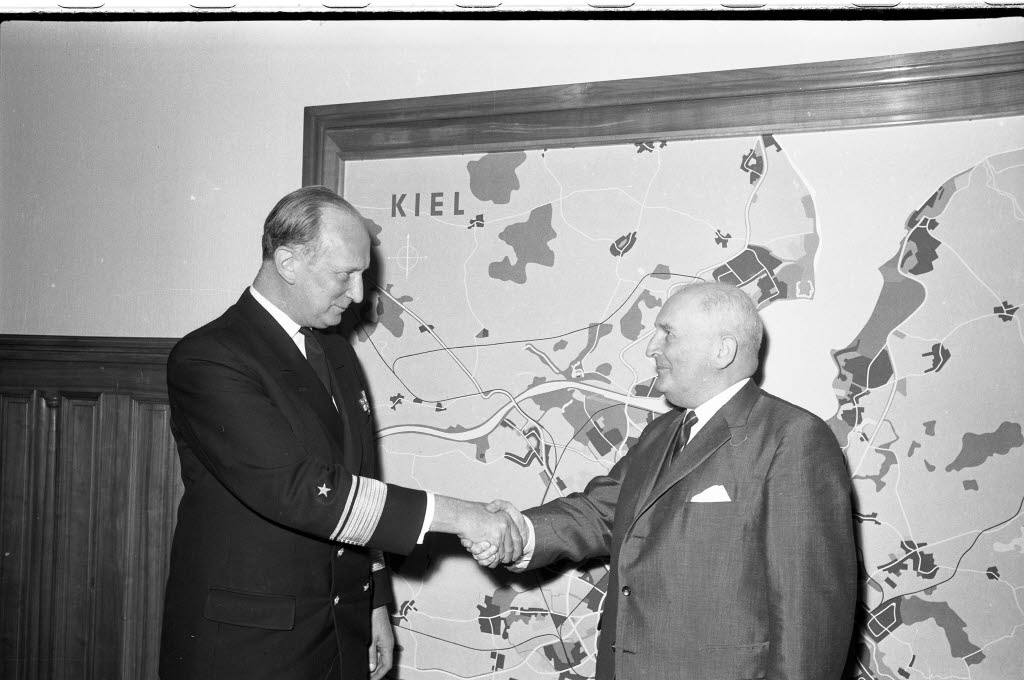
Adalbert von Blanc 1962

Adalbert von Blanc (* 11. Juli 1907 in Wilhelmshaven; † 7. November 1976 in Flensburg-Mürwik) war ein deutscher Marineoffizier, zuletzt Flottillenadmiral in der Bundesmarine, zuvor diente er in der Reichs- und Kriegsmarine.

## Leben

### Herkunft
Adalbert Pierre Louis Karl Erich Johann von Blanc war der Sohn von Louis Ferdinand von Blanc (* 27. September 1878 in Berlin; ⚔ 28. August 1914) und dessen Frau Gabriele Pauline, geb. Trapp von Ehrenschild (* 27. Oktober 1881 in Weimar). Sein Großvater war der Admiral der Kaiserlichen Marine Louis von Blanc. Sein Vater fiel als Korvettenkapitän und Erster Offizier der SMS Cöln während des Seegefechts bei Helgoland. Sein Onkel Oberleutnant Friedrich Wilhelm Heinrich von Blanc, ein Alter Adler, fiel im Luftkampf über Verdun am 18. März 1916 als Angehöriger der Kampfstaffel 4 (Kasta 4).

### Reichs- und Kriegsmarine
Blanc trat am 1. April 1926 in die Reichsmarine ein. Nach der Offizierausbildung und der Beförderung zum Leutnant zur See am 1. Oktober 1930 diente er zunächst in mehreren Ausbildungseinheiten an Land. Von 1933 bis 1938 durchlief Blanc verschiedene Verwendungen auf Minensuchbooten, darunter ab 1936 als Kommandant des Bootes M 110 der nunmehrigen Kriegsmarine. Nach einer weiteren Ausbildungstätigkeit wurde er im August 1939 als Erster Offizier zur Baubelehrung für den Hilfskreuzer Orion versetzt.

### Zweiter Weltkrieg
Nach Ausbruch des Zweiten Weltkriegs nahm Blanc an der Kaperfahrt der Orion unter der Führung des Fregattenkapitäns Kurt Weyher teil, die vom 6. April 1940 bis zum 23. August 1941 dauerte und eine der erfolgreichsten Unternehmungen deutscher Hilfskreuzer war. Nach der Rückkehr diente Blanc in verschiedenen Stäben im Bereich der Küstensicherung.
Am 8. September 1943 wurde er Chef der 2. Minensuchflottille und am 1. April 1944 Führer der 2. Sicherungs-Division, die beide im Bereich des Ärmelkanals eingesetzt waren. Nach der Auflösung der 2. Sicherungs-Division übernahm er am 10. Oktober 1944 die Führung der 9. Sicherungs-Division, mit der er an verschiedenen Evakuierungsunternehmen in der östlichen Ostsee teilnahm. Dazu gehörte auch das Unternehmen Walpurgisnacht. Bei diesem Unternehmen evakuierte die 9. Sicherungs-Division in den Nachtstunden vom 4. zum 5. April 1945 rund 30.000 Flüchtlinge, 10.000 zum Teil verwundete Soldaten und Reste des VII. Panzerkorps, die nördlich von Danzig eingeschlossen waren, auf die Halbinsel Hela vor der Danziger Bucht. Bei Kriegsende geriet Blanc in britische Kriegsgefangenschaft.

### Nachkriegszeit
Am 15. August 1945 trat Blanc in den unter britischer Führung stehenden Deutschen Minenräumdienst ein und übernahm die Führung der 1. Minenräumdivision in Kiel. Nach Auflösung des Deutschen Minenräumdiensts am 31. Dezember 1947 wechselte Blanc als Chef zu dessen Nachfolgeorganisation, dem Minenräumverband Cuxhaven, der die Aufgabe der Minenbeseitigung an den deutschen Küsten fortsetzte.
Im Dezember 1950 erhielt Blanc den Befehl, die Studenten René Leudesdorff und Georg von Hatzfeld, die die Insel Helgoland besetzt hatten, um sie vor der Zerstörung durch die britische Besatzungsmacht zu retten, von dort zu entfernen. Er weigerte sich und wurde seines Postens enthoben, jedoch bereits nach kurzer Zeit wieder eingesetzt.
Im Juni 1951 wurde der Minenräumverband Cuxhaven aufgelöst, und Blanc trat mit einem Teil des Personals und Materials in den Bundesgrenzschutz (See) ein, wo er als Leiter der Schul- und Reparaturgruppe in Cuxhaven und Kiel tätig war. Anfang 1956 wurde er für kurze Zeit Chef des Stabes des Grenzschutzkommandos Küste.

### Bundesmarine
Am 1. Juli 1956 wurde Blanc von der neu gegründeten Bundesmarine als Kapitän zur See übernommen, wo er zunächst als Chef des Stabes mit der Aufstellung des Kommandos der Marineausbildung in Kiel beauftragt wurde. Am 1. Oktober 1958 wurde er Kommandeur des Kommandos der Minensuchboote. Am 1. August 1961 wurde er Kommandeur des Kommandos der Marineausbildung und am 8. September 1961 zum Flottillenadmiral befördert. Am 1. Februar 1962 wurde Blanc Kommandeur des Zentralen Marinekommandos in Wilhelmshaven und verblieb dort bis zu seiner Versetzung in den Ruhestand am 30. September 1964.
Adalbert von Blanc liegt auf dem Kieler Nordfriedhof begraben.

## Beförderungen
Adalbert von Blanc bekleidete im Laufe seiner Laufbahn folgende Dienstgrade:
- Matrose am 1. April 1926
- Seekadett am 12. Oktober 1926
- Gefreiter am 1. April 1927
- Fähnrich zur See am 1. April 1928
- Obermaat am 1. Juli 1928
- Oberfähnrich zur See am 1. Juni 1930
- Leutnant zur See am 1. Oktober 1930
- Oberleutnant zur See am 1. April 1933
- Kapitänleutnant am 1. April 1936
- Korvettenkapitän am 1. April 1941
- Fregattenkapitän am 1. April 1944
- Stabskapitän (Bundesgrenzschutz) am 1. Juli 1951
- Oberstabskapitän (Bundesgrenzschutz) am 24. Juni 1954
- Kapitän zur See am 1. Juli 1956
- Flottillenadmiral am 8. September 1961

## Auszeichnungen
- Eisernes Kreuz (1939) II. und I. Klasse
- Kriegsabzeichen für Minensuch-, U-Boot-Jagd- und Sicherungsverbände
- Deutsches Kreuz in Gold am 11. September 1942[5]
- Ritterkreuz des Eisernen Kreuzes am 27. November 1944[5]
- Großes Verdienstkreuz des Verdienstordens der Bundesrepublik Deutschland im Jahre 1964